# جاك أولدفيلد
جاك أولدفيلد (بالإنجليزية: John Richard Anthony Oldfield)‏ هو سياسي بريطاني (وحمل سابقاً جنسية المملكة المتحدة لبريطانيا العظمى وأيرلندا)، ولد في 5 يوليو 1899 في لندن في المملكة المتحدة، وتوفي في 11 ديسمبر 1999 في المملكة المتحدة. حزبياً، نشط في حزب العمال. في الانتخابات العامة في المملكة المتحدة 1929 ‏، انتخب عضو برلمان المملكة المتحدة الـ35 عن دائرة Essex South Eastern ‏ (30 مايو 1929 – 7 أكتوبر 1931).